# دينيس ديغان
دينيس ديغان (بالإنجليزية: Denise Deegan)‏ (1952، لندن في المملكة المتحدة)؛ مؤلِّفة، كاتِبة مسرحية وروائية بريطانية.